# Avenue Michelet (Saint-Ouen-sur-Seine)
Pour les articles homonymes, voir Avenue Michelet.
L'avenue Michelet est une voie publique de Saint-Ouen-sur-Seine, dans le département de la Seine-Saint-Denis. Elle est emblématique du Marché aux puces de Saint-Ouen, et l'on trouve dans sa partie méridionale une importante concentration de magasins de textile.

## Situation et accès

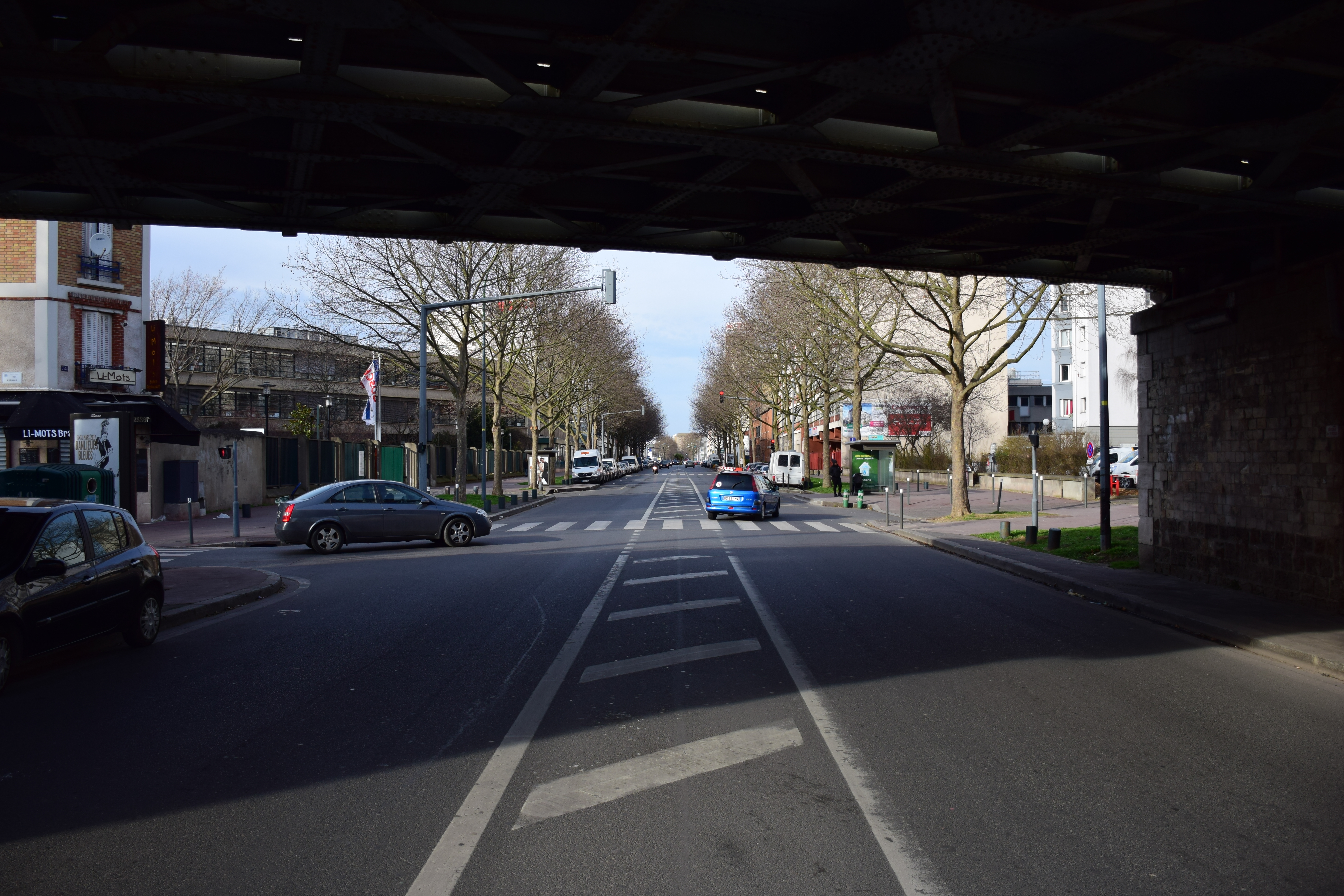
Sous la ligne de la Plaine à Ermont.

Elle s'inscrit dans la continuité de l'avenue de la Porte-de-Clignancourt à Paris (elle-même dans le prolongement du boulevard Ornano).
Au franchissement du boulevard périphérique de Paris, elle marque le départ de la rue des Rosiers.
Après avoir croisé la rue du Docteur-Bauer, elle passe sous le pont ferroviaire de la ligne de La Plaine à Ermont - Eaubonne, et se termine au carrefour avec la rue du Landy où elle est prolongée par le boulevard Ornano à Saint-Denis.
L'avenue Michelet fait partie de la route départementale 14 qui relie la porte de Clignancourt au carrefour Pleyel.

## Origine du nom
Son nom actuel fait référence à Jules Michelet (1798-1874).

## Historique

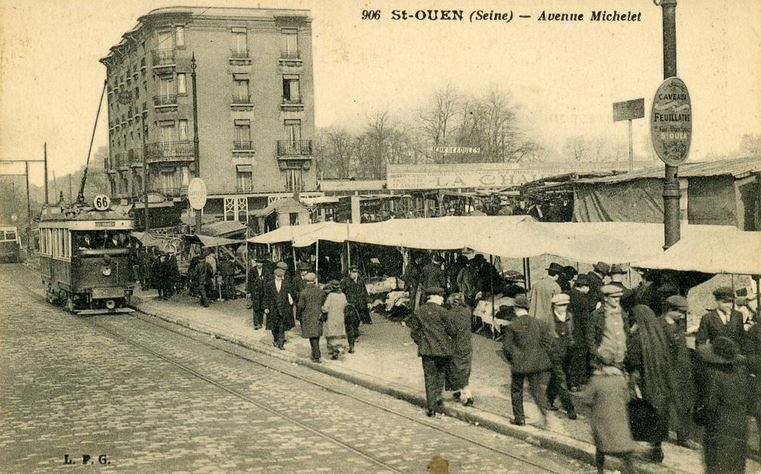

L'avenue Michelet est ouverte en 1865. Il s'agit à l'époque de la « route départementale nº20 » ou « route d’Épinay », qui débute des fortifications et se termine « route Impériale nº14 », près d’Épinay-sur-Seine
Le 30 janvier 1918, durant la première Guerre mondiale, une bombe lancée d'un avion allemand explose avenue Michelet dans le cimetière parisien de Saint-Ouen et une autre sur le no 190.
Le 8 août 1918, un obus lancé par la Grosse Bertha explose au no 39 avenue Michelet.
La partie sud de l'avenue, qui traversait la zone non ædificandi a été annexé par la ville de Paris en 1930, pour y construire, en 1966, le boulevard périphérique.
Jusqu'en 2017, la rédaction du Parisien était implantée au 25, avenue Michelet

## Bâtiments remarquables et lieux de mémoire

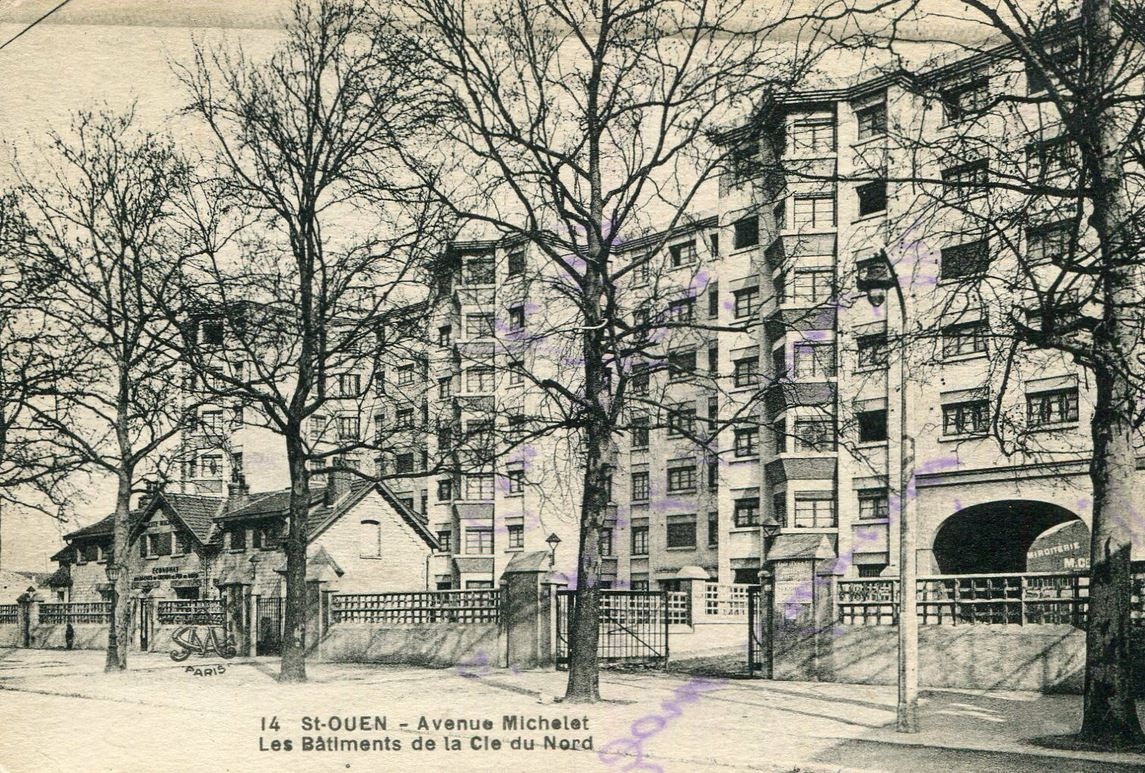
Bâtiments de la Cie du Nord.

- no 25 : Futur siège de la Direction générale de la Sécurité intérieure, sur l'ancien site du Parisien[5].
- no 32 : Filiale française de la société Robert Bosch
- no 69 : Cimetière parisien de Saint-Ouen
- no 109-117 Ateliers RATP de Saint-Ouen (entretien des trains de la ligne 4 du métro)

En 1971, le photographe franco-polonais Eustachy Kossakowski inclut cette voie de circulation dans sa série photographique 6 mètres avant Paris.